# استوديوهات مارفل للرسوم المتحركة
استوديوهات مارفل للرسوم المتحركة (المعروفة أيضًا باسم مارفل للرسوم المتحركة) هو قسم من شركة الإنتاج الأمريكية استوديوهات مارفل يركز على تطوير مشاريع الرسوم المتحركة المستندة إلى مارفل كومكس . تم إنشاء القسم بواسطة استوديوهات مارفل باعتباره "استوديو صغيرًا" وينتج بشكل أساسي مشاريع تدور أحداثها داخل عالم مارفل السينمائي (MCU)، ويشرف أيضًا على تطوير مشاريع الرسوم المتحركة غير التابعة لعالم مارفل السينمائي.
منذ عام 2021، أصدرت استوديوهات مارفل للرسوم المتحركة أربعة مشاريع - سلسلة ماذا لو...؟، رجال إكس 97' ، و الرجل العنكبوت الصديق الودود بالحي ، والأفلام القصيرة أنا غرووت – مع ثلاث سلاسل أخرى قيد التطوير. بالإضافة إلى ذلك، فقد تولوا إنتاج المسلسل التلفزيوني سبايدي وأصدقائه المذهلين من إنتاج شركة ديزني جونيور. بدءًا من موسمه الثاني. يقوم القسم بالاستعانة باستوديوهات أخرى لإنتاج الرسوم المتحركة لكل مشروع.

## التاريخ

نسخة متحركة من شعار استوديوهات مارفل الذي ظهر في مشاريع القسم حتى عام 2023

في مارس 2019، تم الكشف عن أن استوديوهات مارفل كانت تعمل على تطوير سلسلة مختارات رسوم متحركة تعتمد على مفهوم الكتاب الهزلي ماذا لو لاستكشاف كيف سيتم تغيير عالم مارفل السينمائي (MCU) إذا حدثت أحداث معينة بشكل مختلف. أعلنت ديزني ومارفل رسميًا عن مسلسل "ماذا لو...؟" الشهر التالي. تم الإعلان عن سلسلة الأفلام القصيرة المتحركة أنا غرووت في ديسمبر 2020.
في يونيو 2021، قالت فيكتوريا ألونسو، نائبة الرئيس التنفيذي لإنتاج الأفلام في استوديوهات مارفل، إن توسع الاستوديو في مجال الرسوم المتحركة مع المسلسل ماذا لو...؟ كانت فرصة لجعل MCU أكثر تنوعًا. في ذلك الوقت، كانت استوديوهات مارفل تعمل على إنشاء "فرع للرسوم المتحركة واستوديو صغير"،  للتركيز على المزيد من المحتوى المتحرك الذي يتجاوز ماذا لو...؟، بناء البنية التحتية اللازمة للتعامل مع العديد من المسلسلات المتحركة في وقت واحد والبحث عن توظيف حوالي 300 موظف جديد لأدوار الإنتاج في قائمة مسلسلات الرسوم المتحركة ديزني+ . براد ويندرباوم من استوديوهات مارفل، المدير التنفيذي الذي كان مسؤولاً عن ماذا لو...؟تمت ترقيته إلى رئيس قسم البث التلفزيوني والرسوم المتحركة في استوديوهات مارفل،  وفي سبتمبر، تمت ترقية ألونسو إلى رئيس قسم الإنتاج المادي وما بعد الإنتاج والمؤثرات البصرية والرسوم المتحركة. يشغل دانا فاسكيز إيبرهاردت أيضًا منصب نائب رئيس الرسوم المتحركة. خلال حدث يوم ديزني+ في نوفمبر 2021، أعلنت استوديوهات مارفل رسميًا عن سلسلة رسوم متحركة تمهيدية للرجل العنكبوت بعنوان الرجل العنكبوت: السنة الأولى ، ومسلسل ماذا لو...؟مارفل زومبي ذات الصلة، و رجال إكس 97' ، وهو إحياء واستمرار لسلسلة رجال إكس: المسلسل الرسوم المتحركة . ماذا لو...؟ قال المخرج برايان أندروز إن كل سلسلة رسوم متحركة إضافية ستكون موجودة "بمفردها ونأمل أن تستكشف جوانب غير متوقعة من عالم مارفل السينمائي"،  مع قول ويندرباوم إن الاستوديو سيخبر فقط القصص التي شعروا أنها بحاجة إلى أن تُروى في شكل رسوم متحركة.
بحلول أبريل 2022، أُعلن أن القسم سيتولى إنتاج سلسلة ديزني جونيور لمرحلة ما قبل المدرسة سبايدي وأصدقائه المذهلين بدءًا من موسمها الثاني؛ تم إصدار الموسم الأول من المسلسل تحت إشراف مارفل إنترتينمنت . خلال ندوة الرسوم المتحركة التي أقامتها استوديوهات مارفل في مؤتمر سان دييغو كوميك كون في يوليو 2022، تم تقديم المشاريع التي تمت مناقشتها باعتبارها جزءًا من "عالم مارفل المتحرك المتعدد ". بعد فترة وجيزة، قال ويندرباوم إن ملحمة الكون المتعدد في عالم مارفل السينمائي واستكشافها للكون المتعدد سمحت للاستوديو "بالنظر إلى مسارات بديلة وآراء أخرى حول الشخصيات ... ورؤيتها تتوسع وتنمو بطرق غير متوقعة وغير متوقعة"، والتي ذكر أنها كانت "الضوء الموجه" للمشاريع المتحركة. بحلول شهر سبتمبر، تم تعيين براين كيسنجر لإخراج مسلسل رسوم متحركة لشركة استوديوهات مارفل، على الرغم من إلغائه بعد فترة وجيزة.
بحلول يناير 2023، تمت الإشارة إلى القسم باسم "استوديوهات مارفل للرسوم المتحركة". في مارس 2023، تم طرد ألونسو من منصبها في استوديوهات مارفل من قبل مجموعة تضم الرئيس المشارك لشركة ديزني إنترتينمنت آلان بيرجمان وأقسام الموارد البشرية والقانونية في ديزني لخدمتها كمنتجة في فيلم الأرجنتين، 1985 (2022) من إنتاج استوديوهات أمازون ؛ وكان هذا خرقًا لاتفاقية عام 2018 بين ألونسو وديزني والتي نصت على أن الموظفين لن يعملوا لدى استوديو منافس. وبحسب ما ورد لم يطلب ألونسو الإذن للعمل في الفيلم، وطلبت منه ديزني التوقف عن العمل في الفيلم، فضلاً عن عدم الترويج له أو نشره، حيث اعتبر الوضع "خطيرًا بما فيه الكفاية" لدرجة أن ديزني طلبت توقيع اتفاقية جديدة. وعلى الرغم من ذلك، واصلت ألونسو الترويج للفيلم بعد عرضه لأول مرة في سبتمبر 2022، وتم تذكيرها باستمرار بموافقتها وخرقها للعقد، مما أدى في النهاية إلى طردها. دحض محامو ألونسو هذا الادعاء، مشيرين إلى أن ديزني كانت على علم بعمل ألونسو في الأرجنتين عام 1985 ، ووافقت عليه، وأنها بدلاً من ذلك "أُسكتت [...] وفُصلت عندما رفضت القيام بشيء اعتقدت أنه يستحق الشجب"؛ وأُفيد أن هذه الحادثة كانت خلافًا مع أحد المسؤولين التنفيذيين في ديزني بشأن الرقابة على عناصر فخر المثليين في الرجل النملة والدبورة: كوانتمانيا (2023) لإطلاق الفيلم في الكويت والامتثال لقوانينها التقييدية المناهضة لمجتمع الميم . وأكد متحدث باسم شركة ديزني أن سبب طردها هو "خرق لا جدال فيه للعقد وانتهاك مباشر لسياسة الشركة" من بين "عوامل رئيسية" أخرى.
في ديسمبر 2023، أعلنت شركة مارفل للرسوم المتحركة عن مسلسل عيون واكاندا ، بمشاركة المخرج ريان كوجلر ، مخرج فيلم النمر الأسود (2018) و النمر الأسود: واكاندا للأبد (2022)، من خلال شركة الإنتاج الخاصة به بروكسيميتي ميديا . تم أيضًا تغيير عنوان السنة الأولى إلى الرجل العنكبوت المجاور الودود الخاص بك . تم تأكيد الاسم الرسمي للقسم وهو مارفل للرسوم المتحركة في فبراير 2024 مع إصدار أول مقطع دعائي لمسلس رجال إكس 97'. كما تم الكشف عن شعار القسم. تم استخدام اسم "مارفل للرسوم المتحركة" واللافتة لمشاريع القسم المستقبلية، جنبًا إلى جنب مع لافتة " تلفزيون مارفل " من استوديوهات مارفل لمسلسلها المباشر على ديزني+. تم القيام بذلك للمساعدة في توضيح للجمهور أنه ليس عليهم مشاهدة جميع مشاريع الاستوديو لفهم القصة الإجمالية ويمكنهم اختيار خطوط القصة والشخصيات الموجودة تحت هذه اللافتات لمتابعتها. لا تزال لافتات مارفل للرسوم المتحركة و للتلفزيون موجودة تحت استوديوهات مارفل، وهو ما أشار إليه فيغ بأنه لم يكن الحال مع التجسيدات السابقة لكل منهما. في يوليو 2024، تم الإبلاغ عن أن الاستوديو أنفق ما يقرب من 20 دولارًا مليون دولار في مشروع قادم بين يونيو 2022 ويونيو 2023، والذي كان يُعتقد أنه عيون واكاندا .

## العملية
على غرار استوديوهات الرسوم المتحركة الأخرى، تستعين استوديوهات مارفل للرسوم المتحركة باستوديوهات أخرى لإنتاج الرسوم المتحركة الخاصة بها؛  وقال ألونسو إن وسيلة الرسوم المتحركة سمحت لاستوديوهات مارفل بالعمل مع شركات جديدة حول العالم. صرح ويندرباوم أن استوديوهات مارفل كانت منفتحة على العمل مع الشركات الشقيقة بيكسار واستوديوهات والت ديزني للرسوم المتحركة على محتوى عالم مارفل السينمائي الرسومي "في ظل الظروف المناسبة". تم إنتاج سبايدي وأصدقائه المذهلين وآيرون مان وأصدقائه المذهلين بالتعاون مع شركة ديزني جونيور بالتعاون مع استوديو الرسوم المتحركة أتوميك كارتونز ، وسيتم إنتاج عيون واكاندا جنبًا إلى جنب مع شركة بروكسيميتي ميديا .
وفقًا لرئيس التطوير المرئي في استوديوهات مارفل، ريان مينردينج ، تستخدم استوديوهات مارفل للرسوم المتحركة تقنيات مشابهة لتلك المستخدمة في القصص المصورة، مما يسمح للاستوديو بتكييف قصص مارفل المصورة "بطريقة ربما تكون أقوى من الأفلام". وأشار ويندرباوم إلى أن استوديوهات مارفل اضطرت إلى تغيير عملية إنتاجها لمشاريعها المتحركة، مشيرًا إلى أنها "تتطلب قدرًا أكبر من التفكير المسبق" مقارنة بإنتاج الأفلام الحية، حيث تقوم استوديوهات مارفل عادةً بإجراء معظم التغييرات على مشاريعها خلال مرحلة ما بعد الإنتاج. وقال أيضًا إن نوع الرسوم المتحركة المستخدمة في المسلسل يعتمد على ما يراه المنتجون مناسبًا لكل مسلسل. على عكس فناني المؤثرات البصرية للإنتاجات الحية، يتم تعيين الفنانين في استوديو الرسوم المتحركة مباشرة من قبل مارفل ويعملون داخليًا في استوديوهات مارفل للرسوم المتحركة. يعمل الاستوديو وفقًا لهيكل زمني صارم، والذي انتقده أحد كبار رسامي الرسوم المتحركة باعتباره "يطلب أشياء لا يمكن القيام بها".

## مكتبة الإنتاج

### تم إصداره
| العنوان                            | تم إصداره | عدد المواسم | شريك الإنتاج                | خدمات الرسوم المتحركة                                                                       | الشبكة الأصلية | الملاحظات                                                             |
| ---------------------------------- | --------- | ----------- | --------------------------- | ------------------------------------------------------------------------------------------- | -------------- | --------------------------------------------------------------------- |
| ماذا لو...؟                        | 2021–2024 | 3           | —                           | Blue Spirit Flying Bark Productions Squeeze [ 17 ] Stellar Creative Lab [ 18 ] SDFX Studios | ديزني+         | جزء من عالم مارفل السينمائي                                           |
| سبايدي وأصدقائه المذهلين           | 2022–     | 3           | الرسوم الكاريكاتورية الذرية | الرسوم الكاريكاتورية الذرية                                                                 | ديزني جونيور   | الموسم الثاني فصاعدًا؛ تم تجديده للموسمين الرابع والخامس               |
| أنا غرووت                          | 2022–2023 | 2           | —                           | Luma Pictures [ 23 ] Trixter [ 24 ]                                                         | ديزني+         | جزء من عالم مارفل السينمائي                                           |
| رجال إكس 97'                       | 2024–     | 1           | —                           | Studio Mir [ 25 ] Tiger Animation                                                           | ديزني+         | إحياء سلسلة الرسوم المتحركة X-Men: تم تجديدها للموسمين الثاني والثالث |
| الرجل العنكبوت الصديق الودود بالحي | 2025–     | 1           | —                           | الصورة المضلعة [الإنجليزية] CGCG, Inc. [ 28 ]                                               | ديزني+         | جزء من عالم مارفل السينمائي؛ تم تجديده للموسم الثاني والثالث          |

### القادم
| العنوان                     | تم إصداره | عدد المواسم | شريك الإنتاج                | خدمات الرسوم المتحركة       | الشبكة الأصلية      | الملاحظات                                            |
| --------------------------- | --------- | ----------- | --------------------------- | --------------------------- | ------------------- | ---------------------------------------------------- |
| عيون واكاندا                | 2025      | 1           | بروكسيميتي ميديا            | —                           | ديزني+              | جزء من عالم مارفل السينمائي                          |
| زومبي مارفل                 | 2025      | 1           | —                           | Stellar Creative Lab        | ديزني+              | جزء من عالم مارفل السينمائي؛منتج فرعي من ماذا لو...؟ |
| آيرون مان وأصدقائه الرائعين | 2025      | 1           | الرسوم الكاريكاتورية الذرية | الرسوم الكاريكاتورية الذرية | ديزني جونيور ديزني+ |                                                      |